# Cancan (indumentària)

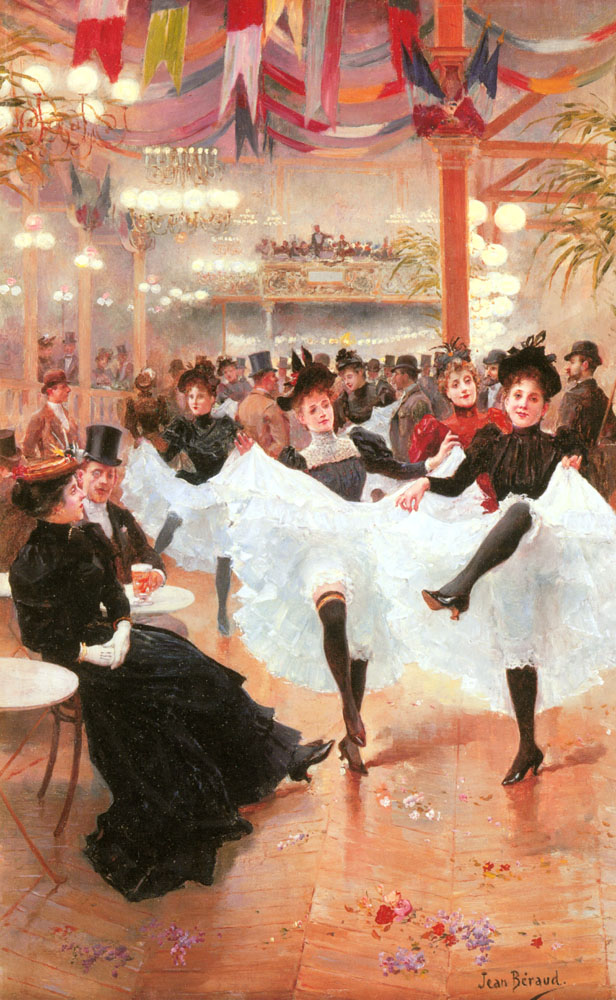
Dones mostrant el cancan blanc de sota les seves faldilles

El cancan és una peça de vestir interior femenina, emmidonada, de tul o de niló rígid, que es posa a sota la faldilla per tal d'estufar-la. És semblant al tutú que portaven antigament les ballarines de ballet clàssic. De vegades, poden tenir afegides peces frunzides a la vora, o volants, per tal donar més amplitud. Aquest mot, en català, fa referència a les ballarines de cancan, que portaven vistosos cancans de colors i els mostraven en espectacles que aleshores eren molt atrevits. El seu ús és més antic, però va popularitzar aquesta peça de vestir i la va fer visible, fent-la per primer cop una peça de vestir que es podria qualificar d'"exterior".
A finals del segle xx, alguns dissenyadors el van posar de nou a la moda, canviant els tradicionals colors més aviat blanquinosos pel negre, fent sortir una part per sota de la faldilla. Per exemple, va ser un dels primers signes d'identitat de l'estrella de la música pop Madonna, que estava als inicis de la seva carrera. Al segle XXI torna a estar de moda en la seva versió curta, de vegades sense faldilla al damunt, tant en estils més clàssics, en qualsevol color, sota vestits de festa, com en versions més modernes o fins i tot presentades com a "roqueres".
Una alternativa al cancan, quan no es vol donar volum a la faldilla, són els enagos.